# Ampohibe
Ampohibe is een plaats en commune in het noordoosten van Madagaskar, behorend tot het district Antalaha dat gelegen is in de regio Sava. Een volkstelling schatte in 2001 het inwonersaantal op 23.623. De plaats biedt enkel lager onderwijs aan. 99,9% van de bevolking werkt als landbouwer en 0,1% verdient zijn brood in de dienstensector. De belangrijkste landbouwproducten zijn koffie, rijst en vanille.